# Sextreme
Sextreme es un canal de televisión prémium con sede en Argentina, propiedad de Claxson Interactive Group y operado por Playboy TV Latin America & Iberia; forma parte del paquete de canales para adultos Hot Pack.

## Historia
Sextreme fue lanzado en junio de 2011 por Playboy TV Latin America & Iberia (una asociación entre Claxson Interactive Group y Playboy Entertainment Group Inc.) para formar parte de su paquete de señales premium para adultos. A diferencia de otros canales de la compañía, sus contenidos se caracterizan por ser mucho más explícitos y como rasgo distintivo incorpora categorías y formatos en su programación.
El canal fue diseñado de forma tal que funcione como un canal lineal, con una grilla de 24 horas sin rotaciones y como un canal de PPV, ya que posee bloques de 90 minutos para comercializar bajo dicha modalidad.

## Programación
La programación incluye películas de sexo explícito más extremas y uno de los objetivos es sorprender al público con su programación de contenido hardcore de 24 horas, que incluye una selección de los títulos más vistos del mundo web, veinte estrenos mensuales, películas y reality shows amateur.
La programación de Sextreme está estructurada en cuatro ejes temáticos:
- Ranking extremo: Los contenidos del hardcore mundial con más descargas en línea, clasificados por el público.
- Crudo y casero: Una librería de películas amateur, el género con mayor crecimiento de la última década.
- Prácticas extremas: El espacio para lo más crudo del hardcore actual.
- Caja negra: El rincón de las sorpresas del canal, donde se ven las películas más exitosas de la oferta XXX.[2]